# Amphibolia
Amphibolia (лат.) — род суккулентных растений семейства Аизовые (Aizoaceae) произрастающий на территории Капской провинции ЮАР и Намибии.

## Название
Родовое латинское (научное) название Amphibolia происходит от греческого слова amphibolos, что означает «двусмысленный» или «сомнительный». Оно отражает сомнения относительно принадлежности типового вида к данному роду.

## Ботаническое описание
Представители рода — раскидистые кустарники, которые могут достигать высоты до 40 см и иметь диаметр до 70 см. Их стебли имеют светлый цвет. Листья супротивные, сросшиеся у основания, восходящие-раскидистые, булавовидные с закругленными кончиками. Они могут быть от светло-зеленого до сероватого цвета, с гладкой и восковой поверхностью.
Цветки одиночные или собраны по три на короткой цветоножке. Цветки обладают розовыми прицветниками. Чашелистиков обычно 5, и они почти одинаковые, иногда с узкими перепончатыми краями. Лепестки располагаются в два ряда и могут быть тупоконечными или подострыми. Они представлены светло-фиолетовыми и кремово-белыми оттенками и имеют характерный цветовой рисунок с темными участками на кончиках и тонкими темными линиями, идущими к основанию. Темные основания лепестков образуют четко демаркированное кольцо, окруженное кремово-беловатой областью, что создает звездчатый рисунок. Тычинки расположены конически; нити часто папиллярные; также есть папиллярные стаминодии. Нектарник имеет зубчатое кольцо. Завязь сверху слегка коническая; плод представляет собой коробочку, беловатую, часто заполненную губчатой тканью. Плод 5-гнездный с глубокими и узкими лепестками, обратноконический, не закрывается повторно после раскрытия; створки с прямоугольными крыльями (как у типа Lampranthus); расширяющиеся кили расходятся, соприкасаясь основаниями; покрывающие мембраны с замыкающими стержнями или толстыми закрывающими выступами на дистальных нижних поверхностях; замыкательные тельца мелкие, белые, внутрикарпальные, иногда в глубине гнезда. Семена имеют шаровидную форму или слегка сужены к одному концу и окрашены в коричневый цвет, блестящие.

## Таксономия
Amphibolia L.Bolus ex Herre, первое упоминание в Gen. Mesembryanthemac.: 70 (1971).

### Виды
Подтвержденные виды (6) по данным сайта Plants of the World Online на 2023 год:
- Amphibolia gydouwensis (L.Bolus) L.Bolus ex Toelken & Jessop
- Amphibolia laevis (Aiton) H.E.K.Hartmann
- Amphibolia obscura H.E.K.Hartmann
- Amphibolia rupis-arcuatae (Dinter) H.E.K.Hartmann
- Amphibolia saginata (L.Bolus) H.E.K.Hartmann
- Amphibolia succulenta (L.Bolus) H.E.K.Hartmann